# Lost for Words
Pour le film sorti en 2013, voir Lost for Words (film).
 (avril 2020).
Si vous disposez d'ouvrages ou d'articles de référence ou si vous connaissez des sites web de qualité traitant du thème abordé ici, merci de compléter l'article en donnant les références utiles à sa vérifiabilité et en les liant à la section « Notes et références ».
Pistes de The Division Bell
Keep Talking High Hopes
Lost for Words est une chanson du groupe de rock progressif britannique Pink Floyd. C'est la dixième chanson de l'album The Division Bell, sorti en 1994.

## Paroles
Cette chanson est écrite par David Gilmour en collaboration avec sa femme Polly Samson.
Les paroles traitent en grande majorité de la relation devenue extrêmement malsaine entre David Gilmour et Roger Waters, membre fondateur de Pink Floyd parti en 1985. Il faut savoir que Roger Waters et David Gilmour étaient en conflit sur la propriété du nom du groupe et la légitimité de son utilisation par l'un ou par l'autre.
Au milieu de la chanson, on entend les sons ambiants d'un match de boxe. On entend alors « The winner... by a knockout ». On peut interpréter cette partie de la chanson à une référence avec l'échec commercial de la carrière de Roger Waters.
À la fin de la chanson, on le voit très clairement la relation entre Gilmour et Waters par le dernier couplet. « So I open my door to my enemies, and I ask could we wipe the slate clean, But they tell me to please go fuck myself, You know you just can't win ». On peut y voir une parabole représentant la dégradation de la relation entre les deux musiciens.

## Réception
La chanson a atteint la 53e place dans les chartes canadiennes.
La chanson a atteint la 21e place dans les chartes américaines.

## Personnel
- David Gilmour - chant, guitares acoustique et électrique
- Richard Wright - claviers
- Nick Mason - batterie, percussions
- Guy Pratt - basse
- Jon Carin - claviers, programmation
- Sam Brown, Durga McBroom et Carol Kenyon - chœur

## Liens
- Site officiel de Pink Floyd
- Site officiel de David Gilmour